# Turismo espacial

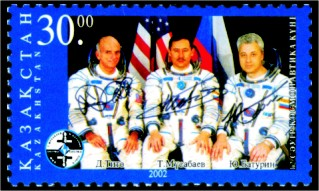
Sello conmemorativo de la primera tripulación con un turista espacial.

El turismo espacial es una modalidad de turismo que se realiza a más de 100 kilómetros de altura de la Tierra, lo que se considera la frontera del espacio.
Por el momento, solo se ha llevado a cabo en transportes y estaciones espaciales gubernamentales; pero a principios del siglo XXI las iniciativas privadas han dado los primeros pasos para fabricar vehículos y alojamientos turísticos.

## Origen

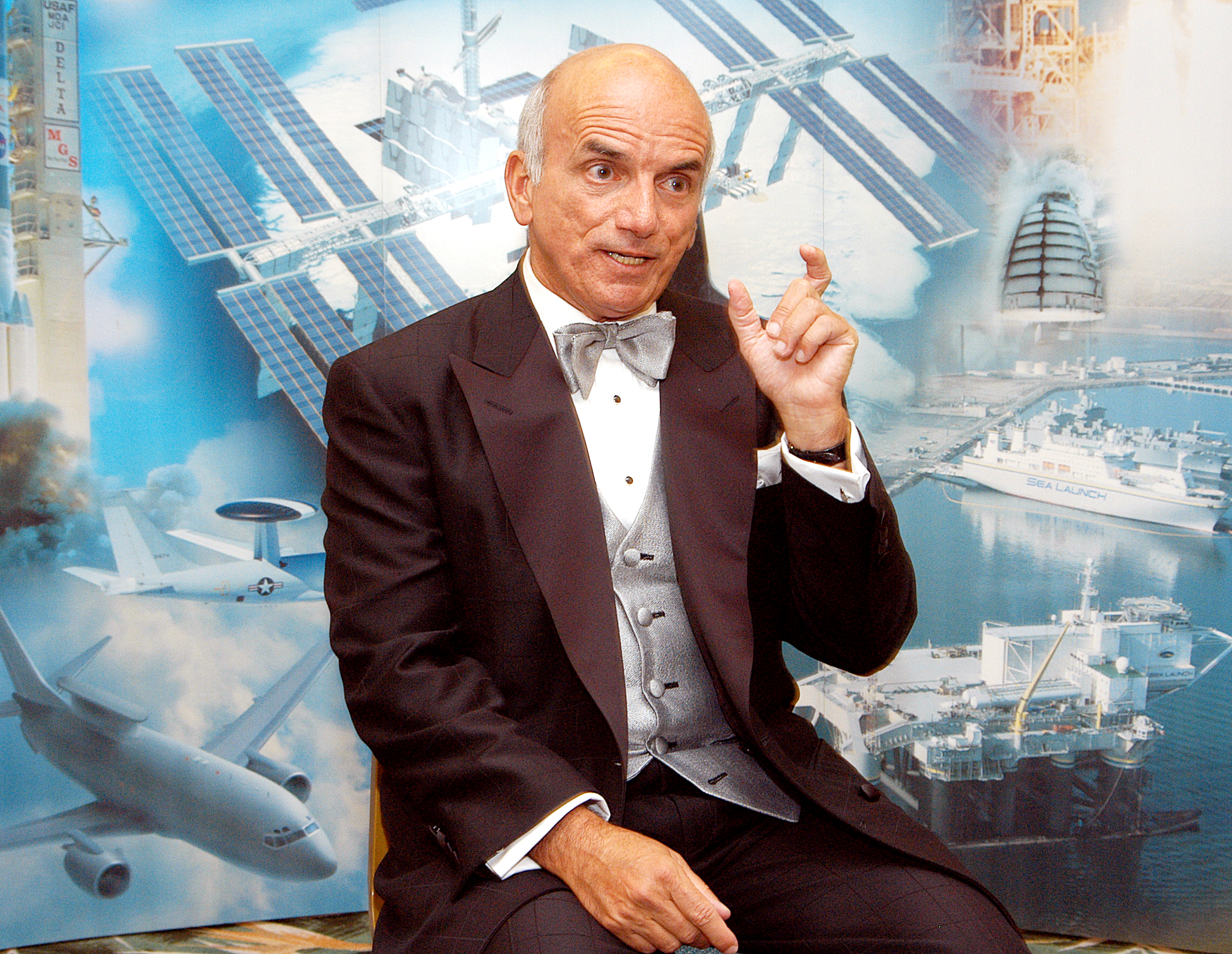
Dennis Tito, el primer turista espacial.

El turismo espacial está considerado por algunos autores como el siguiente paso en la carrera del ser humano hacia el espacio.
Una vez dejada atrás la era la de exploración y dentro ya de la explotación comercial, especialmente de satélites de telecomunicaciones y fotografías, el ser humano se ha adentrado por completo en el Espacio, aunque sea «hasta la altura de los tobillos» como decía Carl Sagan. Así Arthur C. Clarke lo explicó claramente: «Dondequiera que hay algo extraño, algo bello o nuevo la gente querrá verlo». (Clarke, 1992)
Realmente si el turismo espacial no ha comenzado antes ha sido por la fortaleza económica de las dos principales potencias, Estados Unidos y la URSS, que no necesitaban ingresos adicionales. Fue tras la descomposición de la URSS y la crisis económica subsiguiente, cuando Rusia decidió aceptar la oferta de llevar un turista, es decir, una persona que viajaba por motivos no profesionales. Moscú vio con buenos ojos desde el principio la posibilidad de obtener varias decenas de millones de dólares de personas dispuestas a pagarlos por el viaje y la estancia; así podrían costear la totalidad o parte del lanzamiento.
En este punto existía una fuerte discrepancia entre Rusia y Estados Unidos, este no quería ni necesitaba esos ingresos y temía convertir el caro y delicado complejo espacial de la Estación Espacial Internacional (EEI) en destino para millonarios excéntricos. Ya antes se habían propuesto a la NASA varios viajes más o menos relacionados con el turismo, pero ninguno pasó de simples propuestas o conjeturas.
Afortunadamente para los posibles turistas espaciales, el fin de la Guerra Fría, la construcción de la EEI y, sobre todo, la capacidad de llevar al espacio tres personas en una cápsula cuando sólo son necesarias dos, abrían la puerta a esta modalidad de ocio.

## El primer turista espacial

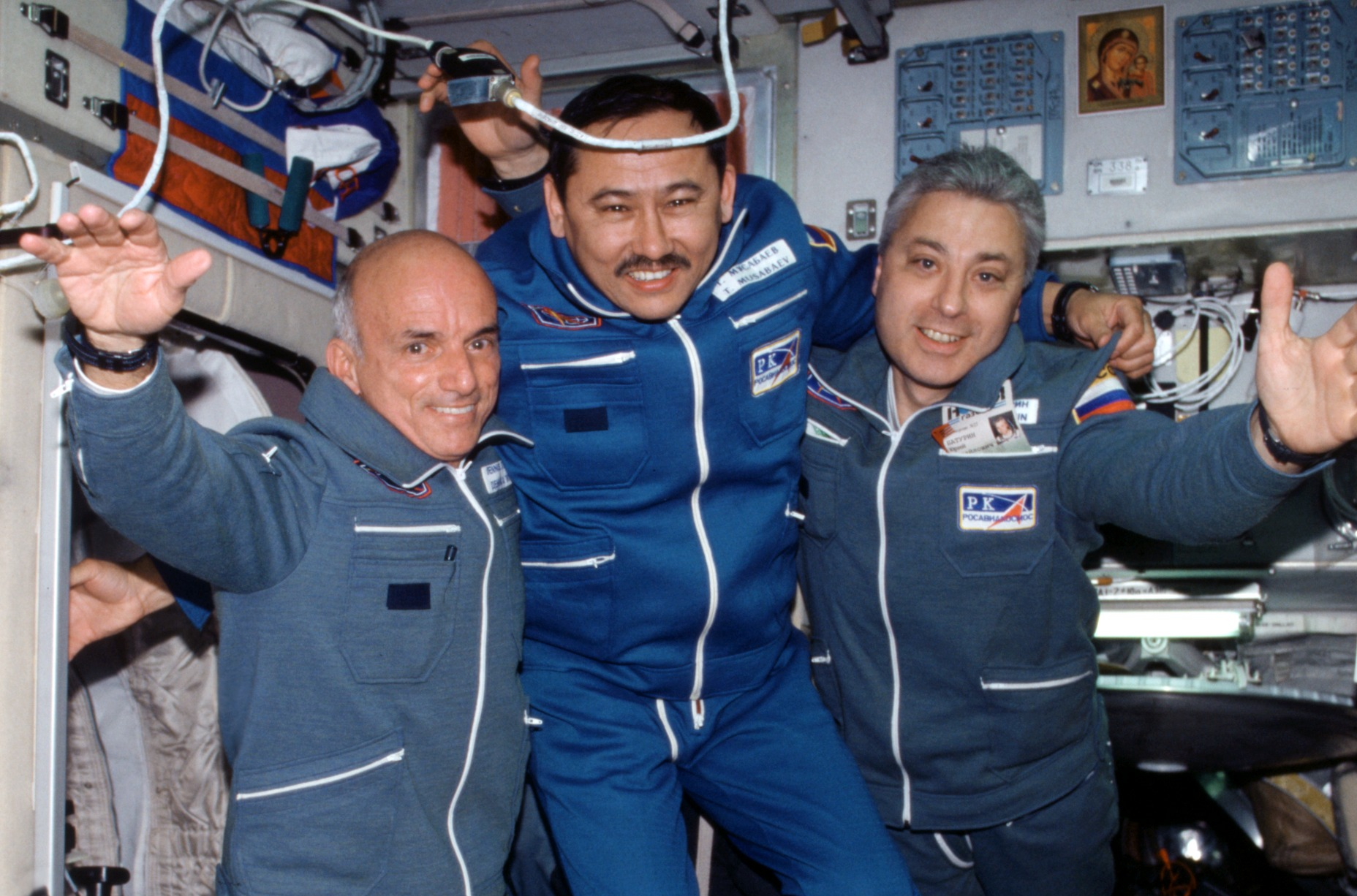
Dennis Tito junto a la tripulación de la misión ISS-02 Soyuz TM-32.

La tripulación que pasaría a la Historia por llevar al primer turista espacial fue la que llevó al magnate norteamericano y exingeniero de la NASA, Dennis Tito, el primer ser humano en viajar al espacio únicamente por placer y previo pago, lo que se considera un turista. Con anterioridad y posterioridad otras personas habían viajado al espacio previo pago de esa plaza «libre» que quedaba en un lanzamiento ruso, por ejemplo el astronauta español Pedro Duque llevó a cabo su segundo viaje a la EEI bajo esta modalidad. La diferencia con los turistas espaciales es que todas las otras personas eran profesionales de la astronáutica y trabajaban dentro de una agencia espacial.
El primer viaje espacial, como muchos otros primeros viajes, tuvo varias dificultades que vencer.
El precio no debió ser una ellas, porque Tito pagó unos 20 millones de dólares a la Roscosmos por el entrenamiento, el viaje y la estancia en la EEI. En cambio la NASA puso todo tipo de objeciones y su administrador, Daniel Goldin, lo calificó como «el capricho de un excéntrico». Pero la firmeza de los rusos, que llegaron a amenazar con abandonar el proyecto de construcción de la EEI, lograron allanar el camino.
Tito entró en la Estación el 30 de abril de 2001, haciendo más o menos realidad una de las predicciones de Arthur C. Clarke en su libro 2001. Durante su estancia fue muy fríamente recibido por los norteamericanos y siempre escoltado por los dos cosmonautas rusos; pero finalmente las tiranteces fueron aliviándose. En la EEI manejó el sistema de comunicaciones y verificó el equipo de energía del módulo ruso, además de sacar fotos, tomar películas caseras y mirar mucho por las escotillas, todo lo que se espera de un turista.
Regresó a la Tierra el 6 de mayo de 2001. Al aterrizar confesó: «acabo de regresar del paraíso pese a estar agotado, sudoroso y tan débil que no pude salir de la cápsula Soyuz por mi propio pie como sí lo hicieron mis compañeros».

## Los seguidores del pionero
Pese a lo elevado del «pasaje» la permanencia en la lista de espera es larga, especialmente porque no siempre la plaza está disponible, aun así varios turistas han seguido al norteamericano en su viaje, todos ellos hasta el momento con la empresa Space Adventures.

### Mark Shuttleworth

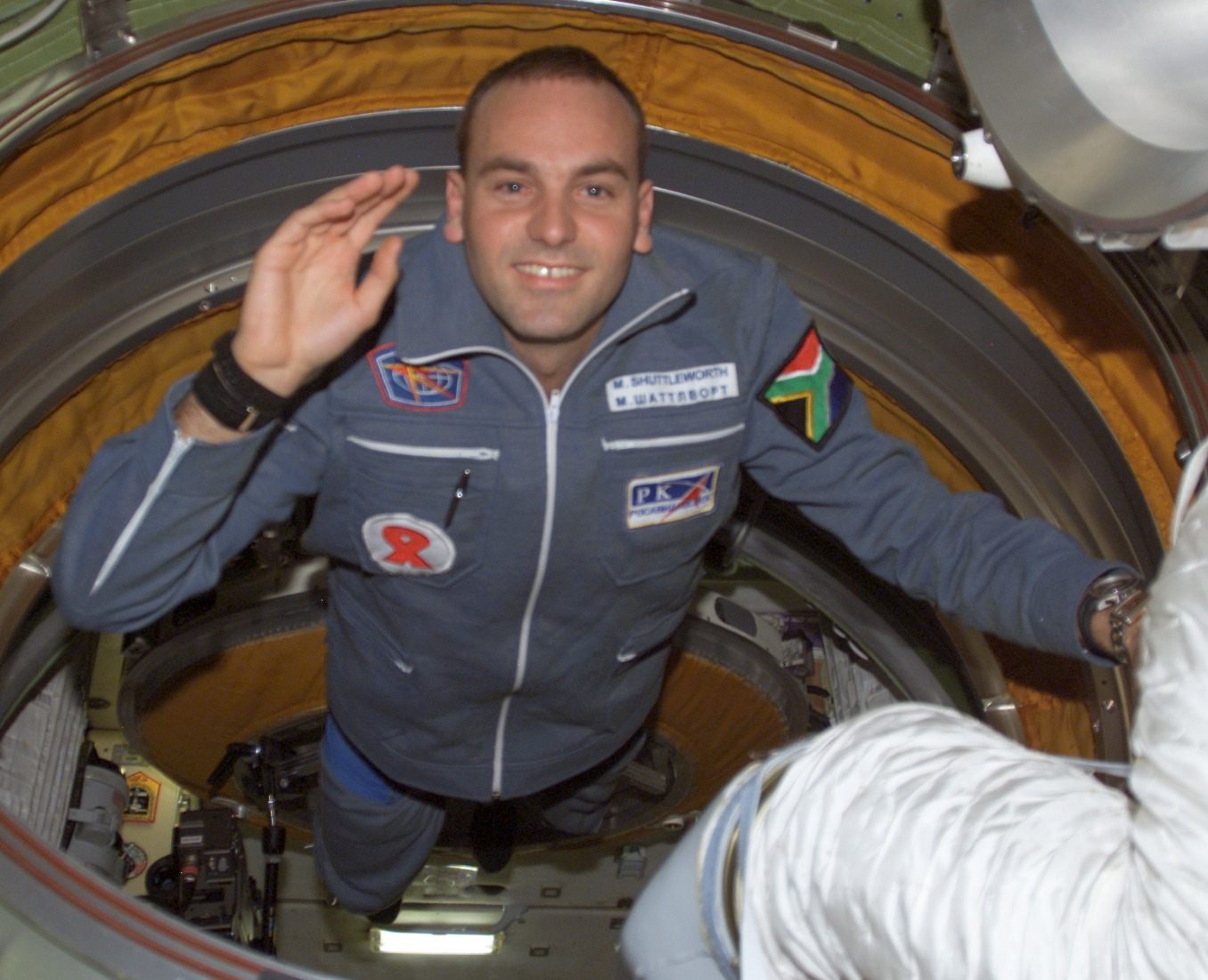
El sudafricano Mark Shuttleworth en el espacio previo pago.

El segundo habitante no profesional de la EEI fue el sudafricano Mark Shuttleworth.
Para su visita al espacio se aprovechó la operación semestral de reemplazar la cápsula permanente adosada a la Estación. En esta ocasión la misión era de la ESA y fue bautizada como Marco Polo y viajaban, además del sudafricano, el ruso Yuri Gidzenko y el italiano Roberto Vittori.
Shuttleworth no parecía sentirse cómodo con la denominación de turista espacial y por ello puso gran énfasis en los aspectos educativos y científicos de su misión. Prefería rodear su visita de ciertas pretensiones científicas llevando cinco sencillos experimentos en las áreas de fisiología y de fenómenos de cristalización, así como otros relativos a la investigación de las células madre.
La Misión Marco Polo despegó del Cosmódromo de Baikonur el 25 de abril de 2002 y alcanzó su destino el 27 de abril. Allí esperaban el ruso Dan Yury Onufrienko, los norteamericanos Dan Bursch y Carl Walz.
Su adaptación a la ingravidez fue rápida y, además de los experimentos y las acciones propias de un turista, habló con Nelson Mandela y con Thabo Mbki, presidente de Sudáfrica, confesando siempre que estaba «divirtiéndose mucho».
Regresó a la Tierra el 5 de mayo sobre las estepas de Kazajistán. Quiso comprar la cápsula Soyuz, pero la cláusula para no transferir tecnología espacial lo impedía.

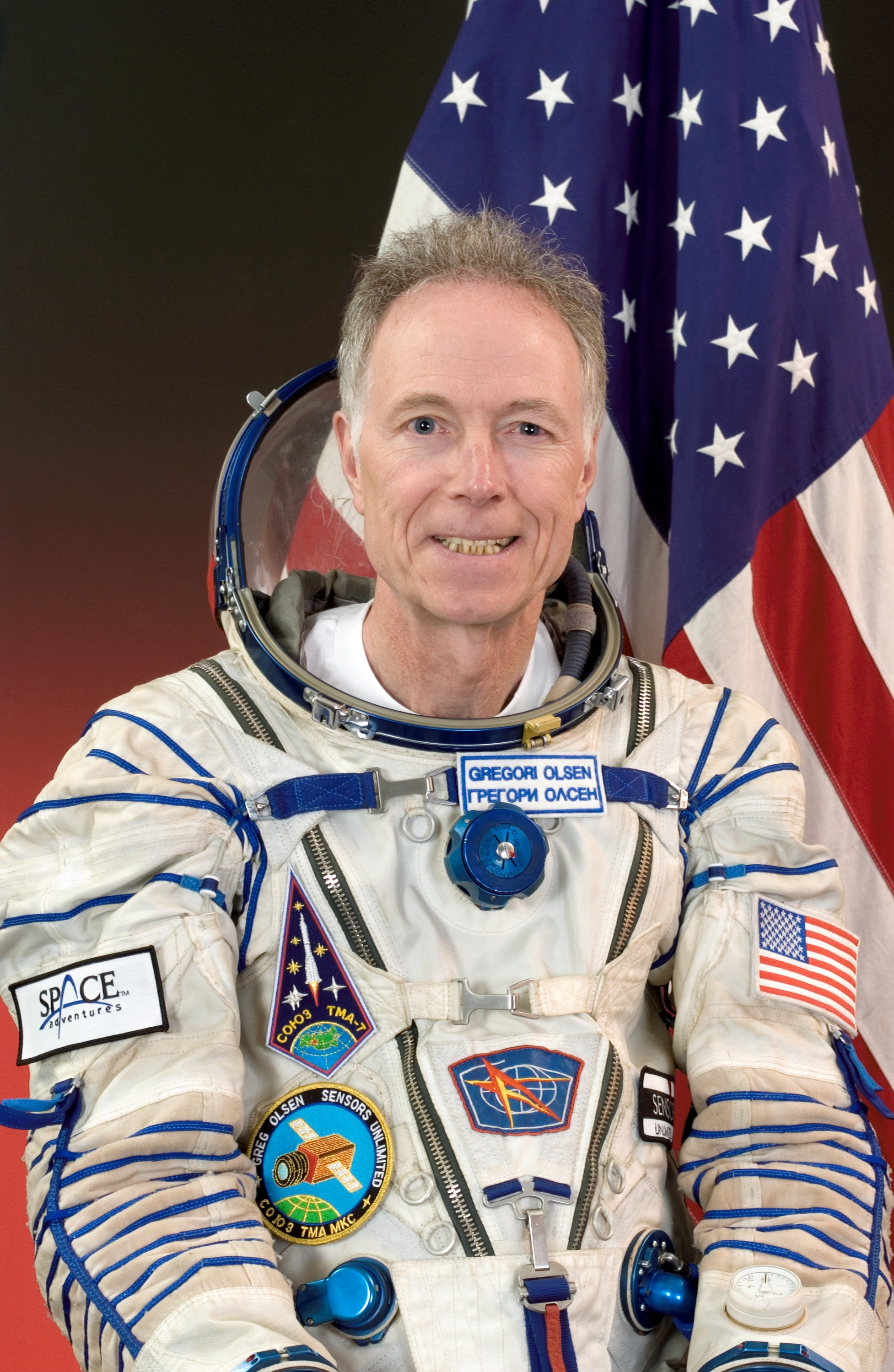
Gregory Olsen.

### Gregory Olsen
La tercera persona en subir al espacio por motivos no astronáuticos fue el también estadounidense Gregory Olsen, visitando la Estación del 1 al 10 de octubre de 2005 en la misión Soyuz TMA-7 , atracando el día 3.
Olsen era un científico además del consejero delegado de su empresa, Sensors Unlimited Inc. Esta firma desarrolla dispositivos electro-ópticos en frecuencias cercanas al infrarrojo; por estos motivos su viaje quizá fue el que contó con más contenido científico y, al igual que su antecesor, afirmó no sentirse cómodo con la expresión turista espacial. Como en el caso de su compatriota, a Olsen se le habían confiado algunas misiones rutinarias en la Estación Espacial Internacional, pero a diferencia de aquel no fue tan fríamente recibido.
En palabras del científico español Manuel Toharia a la Cadena SER, la presencia de Olsen en la EEI era mejor recibida, pues los viajes espaciales ya no tienen el aura romántica de las primeras misiones y además Olsen no era un hombre de chaqueta y corbata que pasaba por allí, sino que iba a «echar una mano».
Regresó a la Tierra el 10 de octubre en la misión Soyuz TMA-7 .

### Anousheh Ansari

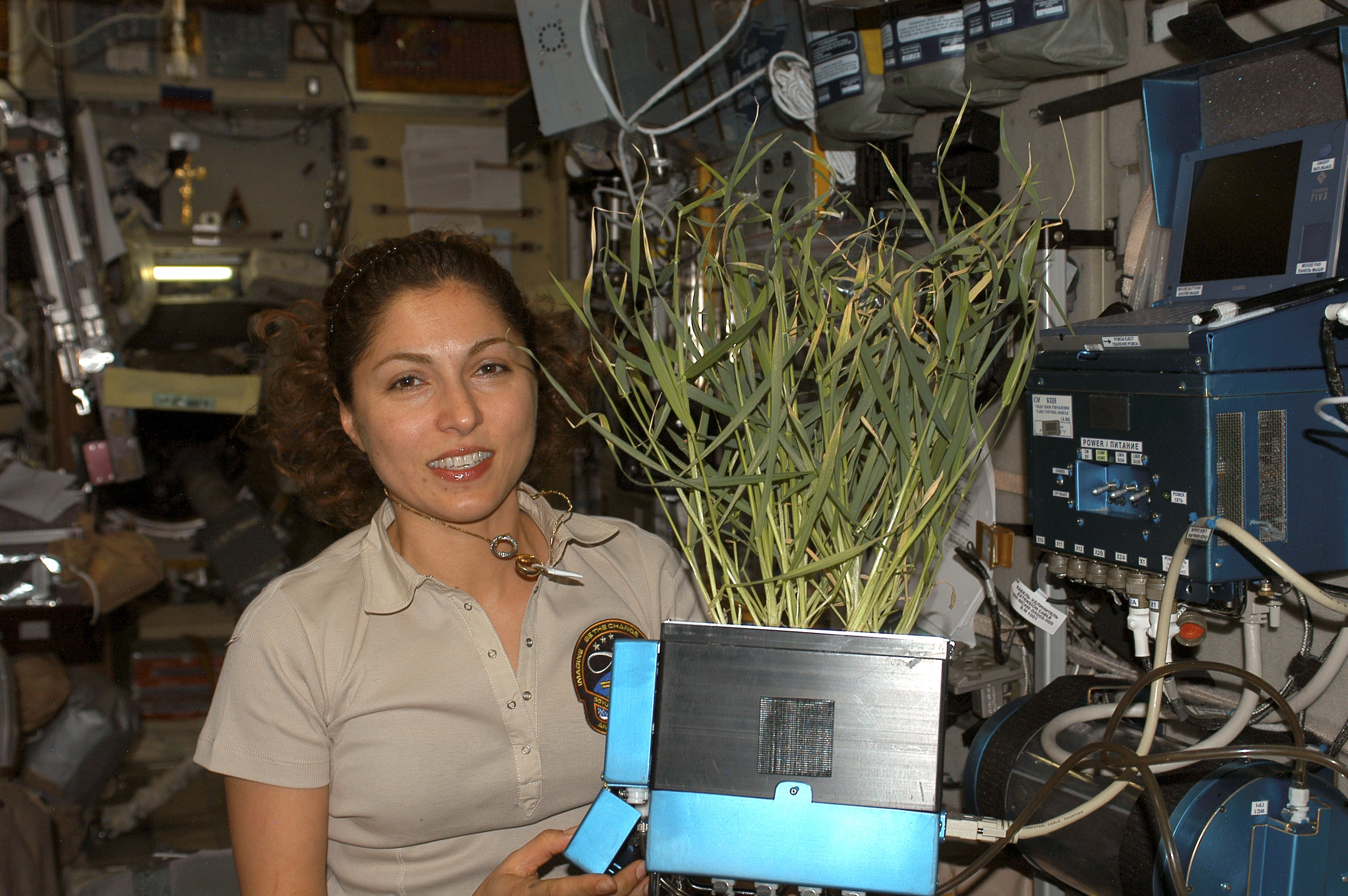
Anousheh Ansari en órbita.

La cuarta turista espacial fue a la vez la primera mujer turista en viajar al espacio. La estadounidense Anousheh Ansari. Además fue la primera persona de origen iraní en viajar al espacio.
Como el anterior turista, Ansari era cofundadora y consejera delegada de una empresa (en este caso Prodea Systems, Inc). Pero a diferencia de Olsen, Ansari provenía del mundo de las telecomunicaciones y su familia era una gran conocida en el mundo del turismo espacial al hacer posible el Premio Ansari X (ver más adelante).
Despegó desde Baikonur el 21 de agosto de 2006 en la misión Soyuz TMA-9 junto al ingeniero de vuelo Miguel López-Alegría y al comandante Mikhail Tyurin.
Regresó el 18 de septiembre de 2006 y en el tiempo que vivió en la Estación realizó cuatro experimentos en colaboración con la Agencia Espacial Europea, entre ellos:
- Estudiar algunos efectos de la anemia.
- Estudiar los músculos de la espalda en distintas situaciones.
- Comprobar los efectos de la radiación espacial en la tripulación y diferentes microorganismos.

También fue la primera persona en publicar un blog desde el espacio.

### Charles Simonyi
El quinto turista espacial en viajar al espacio es un ejecutivo de la informática nacido en Budapest, con lo que se convirtió en el segundo húngaro en viajar al espacio. Es cofundador de Microsoft e inventor de Word y Excel, y su fortuna asciende a mil millones de dólares. 
Voló a bordo de la Soyuz TMA-10 el 7 de abril de 2007 cuando despegó del cosmódromo de Baikonur, y regresó a salvo el 21 de abril a bordo de la Soyuz TMA-9. 
Aunque inicialmente su viaje estaba previsto para diez días se extendió uno más debido a «duendecillos».

### Lista de turistas del espacio
| Turista espacial     | Foto | Nacionalidad               | Año                                | Duración del vuelo                              | Flight                                          | Precio (USD)            | Ricos por                                        |
| -------------------- | ---- | -------------------------- | ---------------------------------- | ----------------------------------------------- | ----------------------------------------------- | ----------------------- | ------------------------------------------------ |
| 1. Dennis Tito       |      | Estados Unidos             | 2001                               | 8 días (28 de abril – 6 de mayo)                | Lanzado: Soyuz TM-32 Retorno: Soyuz TM-31       | $20 millones (estimado) | Investment management (Wilshire Associates)      |
| 2. Mark Shuttleworth |      | Sudáfrica Reino Unido      | 2002                               | 11 días (25 de abril – 5 de mayo)               | Lanzado: Soyuz TM-34 Retorno: Soyuz TM-33       | $20 millones (estimado) | Internet security certificates (Thawte)          |
| 3. Gregory Olsen     |      | Estados Unidos             | 2005                               | 11 días (1 de octubre – 11 de octubre)          | Lanzamiento: Soyuz TMA-7 Retorno: Soyuz TMA-6   | $20 millones (estimado) | Optoelectronic sensors (Sensors Unlimited, Inc.) |
| 4. Anousheh Ansari   |      | Estados Unidos Irán        | 2006                               | 12 días (18 de septiembre – 29 de septiembre)   | Lanzamiento: Soyuz TMA-9 Retorno: Soyuz TMA-8   | $20 millones (estimado) | VoIP software (Telecom Technologies, Inc.)       |
| 5. Charles Simonyi   |      | Estados Unidos · Hungría   | 2007                               | 15 días (7 de abril – 21 de abril)              | Lanzamiento: Soyuz TMA-10 Retorno: Soyuz TMA-9  | $25 millones (estimado) | Desktop software (Microsoft Office)              |
| 5. Charles Simonyi   | 2009 | Estados Unidos · Hungría   | 14 días (26 de marzo – 8 de abril) | Lanzamiento: Soyuz TMA-14 Retorno: Soyuz TMA-13 | $35 millones (estimado)                         |                         | Desktop software (Microsoft Office)              |
| 6. Richard Garriott  |      | Estados Unidos Reino Unido | 2008                               | 12 días (12 de octubre – 23 de octubre)         | Lanzamiento: Soyuz TMA-13 Retorno: Soyuz TMA-12 | $30 millones (estimado) | Video games (Origin Systems)                     |
| 7. Guy Laliberté     |      | Canadá                     | 2009                               | 11 días (30 de septiembre – 11 de octubre)      | Lanzamiento: Soyuz TMA-16 Retorno: Soyuz TMA-14 | $40 millones (estimado) | Performance art (Cirque du Soleil)               |

## Los vuelos espaciales turísticos
El 18 de mayo de 1996 la Fundación X Prize abrió la competición para crear vuelos espaciales turísticos al ofrecer el Premio Ansari X Prize con 10 millones de dólares en metálico a quien pudiera diseñar un aparato que llevara a tres tripulantes a más de 100 km de la Tierra dos veces en menos de quince días.

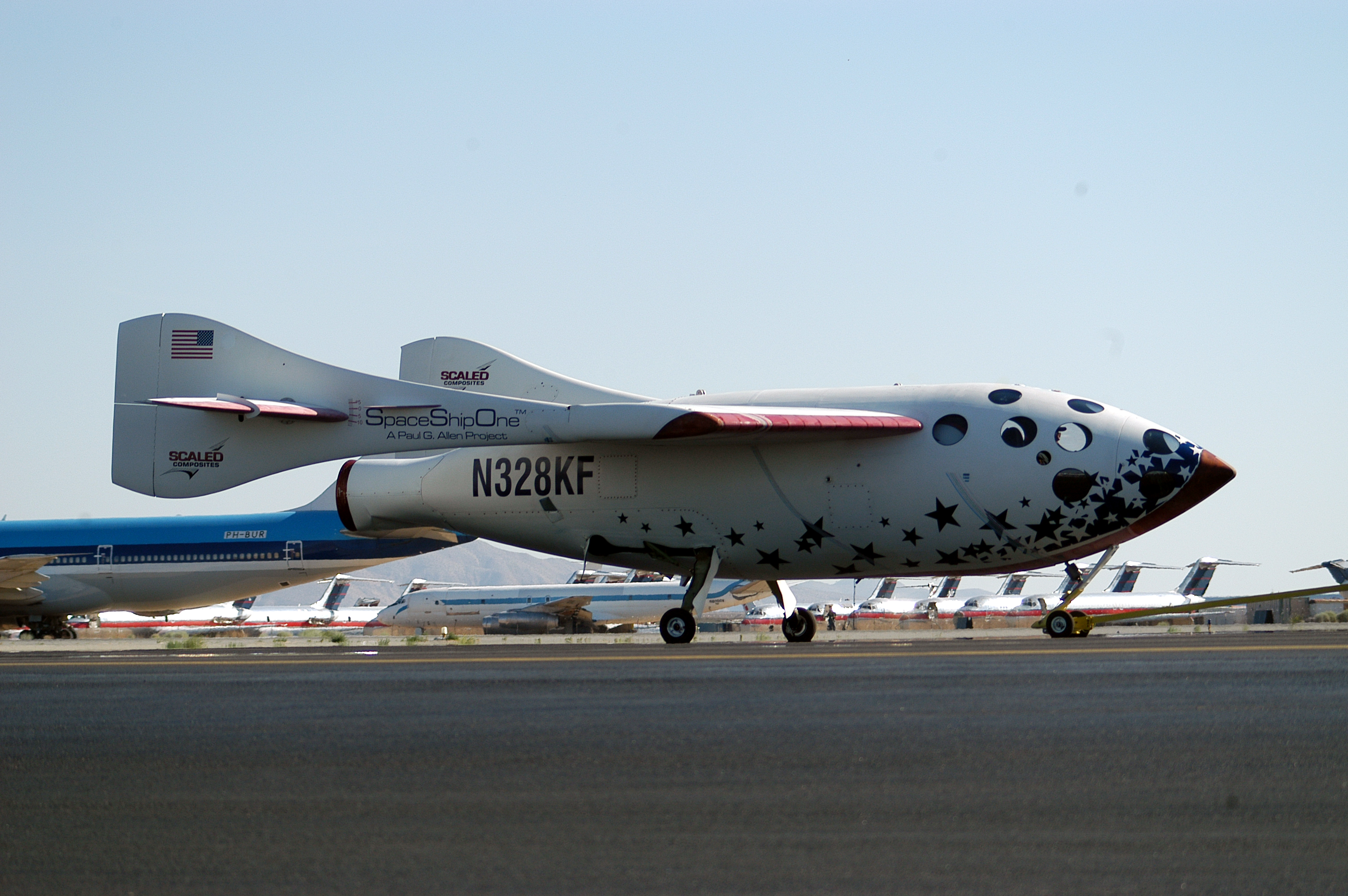
El SpaceShipOne subió hasta 112 km y descendió hasta la pista de su base en Scaled Composites.

El 29 de septiembre de 2004 Mike Melvill lograba ascender a 103 km de altura con el SpaceShipOne y el avión que transportaba y hacía de módulo de aterrizaje, el White Knight; ambos construidos por al empresa Mojave Aerospace Ventures. El 4 de octubre de 2004 el piloto Brian Binnie despegaba del desierto de Mojave, en California, poco antes de las 7:00 y alcanzaba los 112 km de altura una hora después, obteniendo el nuevo récord mundial. Poco después comenzaba el descenso en espiral hasta lograr aterrizar en la pista de la que había despegado. De esta forma obtenía el ansiado premio y comenzaba la carrera para los vuelos espaciales tripulados.
Vuelos como el del SpaceShipOne tienen como limitaciones frente a los realizados a la EEI que son mucho más cortos (poco más de una hora) y son suborbitales, por lo que no se puede contemplar todo el planeta desde el espacio. Pese a todo, estos vuelos tripulados por un piloto y dos pasajeros serán, según Peter H. Diamandis, los primeros embriones del auténtico turismo espacial por dos razones:
- Se pueden realizar de forma rutinaria, y sin tener que esperar plazas libres en las cápsulas rusas.
- Están abiertos al gran público, porque la tecnología que utilizan puede ser comercializada sin restricciones, al contrario que la empleada por rusos y estadounidenses.

Además del de la empresa de Mojave, otros 24 proyectos pujaban por conseguir el premio y también por llegar a comercializar su tecnología. La mayoría eran grupos de aficionados o estudiantes, que algunas veces estaban capitaneadas por un ingeniero espacial o aeronáutico. De ellas se puede destacar los proyectos Arrow, de la canadiense Canadian Arrow, el argentino Gauchito de Pablo Leon & Associates, el ruso C-21 de Suborvital Co o el rumano Orizont de la ARCA.
Para continuar promoviendo la investigación y desarrollo en los vuelos comerciales al espacio, Robert Bigelow anunció el lanzamiento del American Space Prize, también para vuelos comerciales con fines turísticos, pero éste con carácter orbital y por tanto dotado de una cantidad económica mucho mayor, 50 millones de dólares.
Una de las posibles operadoras de estos vuelos pretende ser Virgin Galactic, proyecto de la estadounidense Virgin.

## Lista de las empresas
Durante casi quince años, muchas compañías y organizaciones están colaborando en proyectos para enviar civiles-turistas al espacio:
- ARCASPACE
- Bigelow Aerospace
- Blue Origin
- da Vinci Project
- EADS Astrium
- Excalibur Almaz
- Galactic Suite Ltd.
- Interorbital Systems
- PlanetSpace
- Reaction Engines Ltd.
- Rocketplane Kistler
- Rotary Rocket
- Scaled Composites
- Space Adventures
- Space Transport Corp.
- SpaceX
- Spotel Foundation, Inc.
- t/Space
- Venturer Aerospace
- Virgin Galactic
- Galaxy Travel

## Hoteles espaciales
Los vuelos suborbitales o incluso orbitales son desde su nacimiento un viaje excesivamente corto para lo que pueden llegar a costar, por muy baratos que se quieran hacer. La estancia en el espacio los convertiría en una experiencia mucho más placentera.
Desde la década de 1990 o incluso antes existían varios proyectos para colocar hoteles en el espacio, pese a que la mayoría de ellos eran simples ideas conceptuales, diseños y consideraciones artísticas. Pero el 12 de junio de 2006 la empresa Bigelow Aerospace puso en órbita desde Siberia el módulo Geminis I.
El Géminis I es un módulo hinchable de 3 por 2,4 metros compuesto por fibra de carbono para resistir impactos de micrometeoritos y basura espacial. La empresa probaría el módulo y si respondía a las expectativas depositadas en él, pondría en órbita un segundo módulo en otoño de 2006.
Si el hotel espacial llega a terminarse, una estancia en órbita podría costar, calculaba la empresa, entre 5 y 10 millones de dólares, lo que supone entre un 50 % y un 75 % menos frente a los viajes a la EEI.
En diciembre de 2017 la Agencia Espacial Federal rusa Roscosmos anunció sus planes para construir un nuevo módulo en la Estación Espacial Internacional, acondicionado como hotel espacial de lujo. El módulo contendrá cuatro habitaciones privadas de dos metros cúbicos de capacidad, equipadas con ventanillas de nueve pulgadas, así como dos espacios para baño y gimnasio, y ofrecerá a sus visitantes conexión a Internet. El precio de la estancia será de 40 millones de dólares por dos semanas, ampliables a un total de un mes, e incluyendo también la opción de realizar un paseo espacial por 20 millones de dólares adicionales.

## Aún más lejos

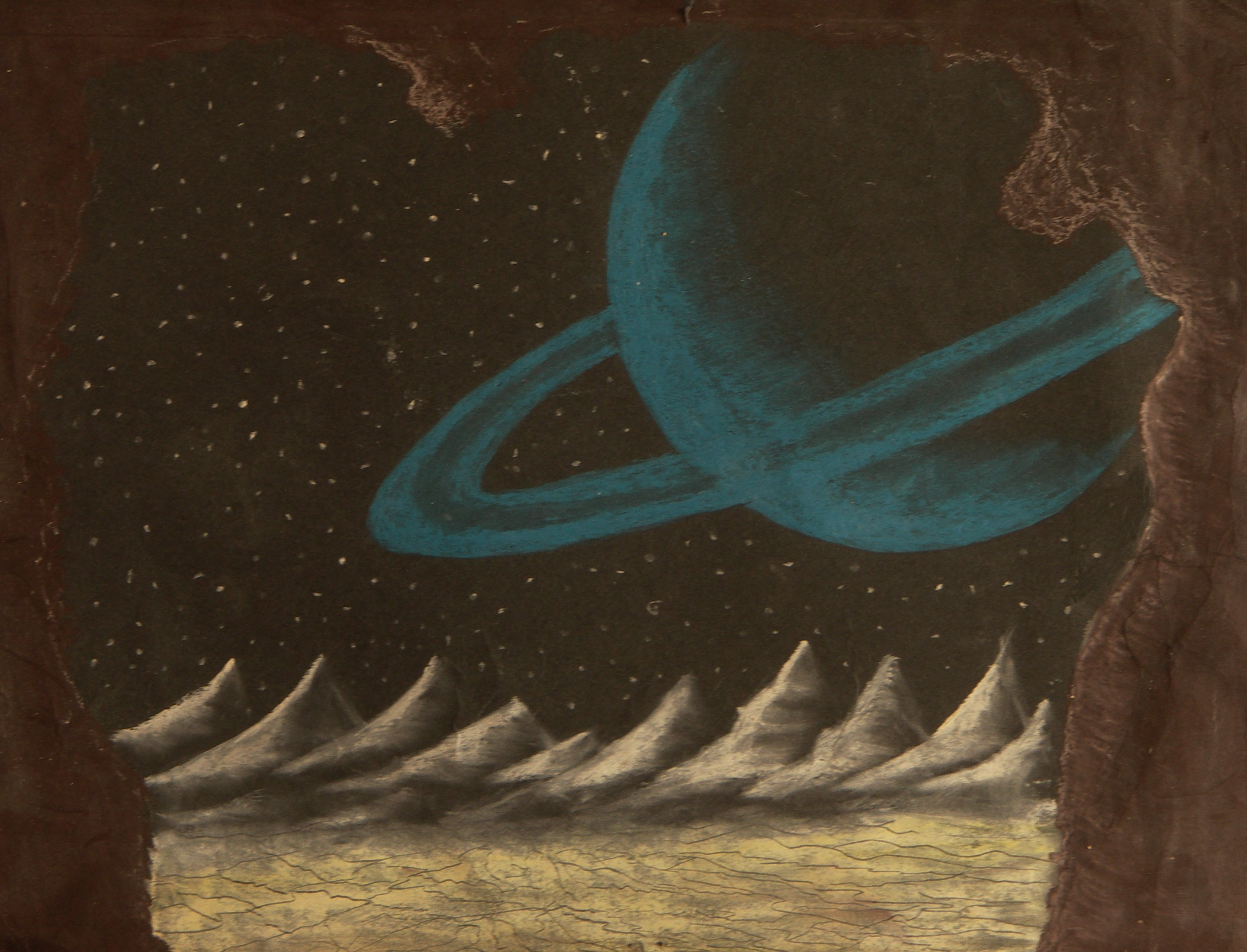
Se ha especulado con varias modalidades de turismo activo extremo en los satélites de los planetas exteriores.

Entrando más en el terreno de la especulación que en el de la posibilidad, el Sistema Solar podría ofrecer abundantes oportunidades para el turismo espacial, siempre y cuando algún día se logren motores para acortar los tiempos del viaje y abaratar los costes del mismo. Dichos motores aún son experimentales en el mejor de los casos, como el motor iónico, otros han quedado descartados, como el Proyecto Orión abandonado en la década de 1950, o aún meramente conceptuales como el Proyecto Dédalo o el estatorreactor Bussard.
Por los descubrimientos realizados gracias a varias sondas espaciales estos son algunos de los espectáculos y actividades que puede permitir nuestro sistema planetario:

### Marte
- Escalar el Olympus Mons.
- Realizar descenso de cañones con una altura varias veces mayor que el cañón del Colorado en Marte o bien recorrer uno de sus cráteres, también correr grandes distancias en poco tiempo.

### Júpiter
- Contemplar la Gran Mancha Roja desde una de las lunas.
- Realizar descenso de cañones con una altura varias veces mayor que el cañón del Colorado en Europa (luna).

### Saturno
- Volar con alas postizas únicamente agitando los brazos en Titán gracias a la densidad de su atmósfera y a la baja gravedad.
- Navegar sobre lagos de gas natural líquido con motos acuáticas en Titán.
- Contemplar los anillos del Planeta desde cualquiera de sus lunas exteriores, en las interiores el tamaño de Saturno quizá lo hiciera desagradable según autores como Clark (1992)

### Neptuno
- Realizar descenso extremo de barrancos en Tritón donde el agua hace los efectos de la lava terrestre y el Sol calienta la superficie hasta crear géiseres de hidrógeno líquido.
- Contemplar los chorros de nitrógeno líquido de varios kilómetros de altura que aparecen cuando la luna es iluminada por el Sol.